# Веленій-Шомкутей
Веленій-Шомкутей (рум. Vălenii Șomcutei) — село у повіті Марамуреш в Румунії. Адміністративно підпорядковане місту Шомкута-Маре.
Село розташоване на відстані 394 км на північний захід від Бухареста, 23 км на південний захід від Бая-Маре, 78 км на північ від Клуж-Напоки.

## Населення
За даними перепису населення 2002 року у селі проживали 905 осіб, усі — румуни. Усі жителі села рідною мовою назвали румунську.